# 펜타미딘
펜타미딘(Pentamidine)은 아프리카 수면병, 리슈만편모충증, 발라무티아 감염증, 바베시아증을 치료하고, 면역 기능이 저하된 사람에서 주폐포자충 폐렴 (PCP)를 예방 및 치료하는데 사용되는 항미생물 약물이다. 아프리카 수면병에서는 중추신경계 침범 전 초기 질환에 수라민의 2차 치료 옵션으로 사용된다. 이는 내장 리슈만편모충증과 피부 리슈만편모충증 모두에 대한 선택지이다. 펜타미딘은 정맥이나 근육 주사 또는 흡입을 통해 투여할 수 있다.
주사 형태의 흔한 부작용으로는 저혈당, 주사 부위 통증, 메스꺼움, 구토, 저혈압, 콩팥 문제가 있다. 흡입 형태의 흔한 부작용으로는 쌕쌕거림, 기침, 메스꺼움이 있다. 콩팥이나 간 문제가 있는 경우 용량을 변경해야 하는지는 불분명하다. 펜타미딘은 초기 임신에는 권장되지 않지만 후기 임신에는 사용할 수 있다. 모유 수유 중 안전성은 불분명하다. 펜타미딘은 방향족 디아미딘 계열 약물에 속한다. 이 약물의 작용 방식은 완전히 명확하지 않지만, DNA, RNA 및 단백질 생산 감소와 관련이 있는 것으로 여겨진다.
펜타미딘은 1937년에 의학적으로 사용되기 시작했다. 이것은 세계보건기구 필수 의약품 목록에 포함되어 있다. 이것은 제네릭 의약품으로 이용 가능하다. 수면병이 흔한 지역에서는 세계보건기구 (WHO)에서 펜타미딘을 무료로 제공한다.

## 의료용
- 뉴모시스티스 지로베치(Pneumocystis jirovecii)로 인한 PCP 치료[8]
- 다음 중 하나 또는 둘 다에 해당하는 HIV 성인의 PCP 예방:
  - PCP 병력
  - CD4+ 수 200mm³ 이하[9]
- 리슈만편모충증 치료[10]
- 트리파노소마 브루세이 감비엔세에 의한 아프리카 수면병 치료[10]
- 발라무티아 감염[11]
- 펜타미딘은 미국 식품의약국에 의해 희귀 의약품으로 분류된다.[12]

### 기타 용도
- 항종양 약물로서의 사용도 제안되었다.[13]
- 펜타미딘은 S100P와 RAGE 수용체 사이의 상호작용을 방해하는 잠재적인 작은 분자 길항제로도 확인되었다.[14]

### 특정 인구

#### 임신
동물 연구에서는 정맥 투여 시 선천적 결함을 유발하는 것으로 나타나지 않았다. 임산부에게 펜타미딘이 태아에게 해를 끼칠 수 있는지에 대한 통제된 연구는 없다. 이는 선택 약물인 트리메토프림-설파메톡사졸이 금기인 경우에만 권장된다.

#### 모유 수유
펜타미딘의 모유로의 배설에 관한 정보는 없지만, 모유 수유 중인 영아에 대한 부작용은 현재 알려지지 않았기 때문에, 제조사에서는 영아에게 모유 수유를 하지 않거나 산모가 약물 투여를 중단할 것을 권장하고 있다. 이 결정을 내릴 때 산모에 대한 위험과 이점을 고려해야 한다.

#### 어린이
펜타미딘은 트리메토프림/설파메톡사졸을 견딜 수 없고 분무기를 사용할 수 있는 HIV 아동의 PCP 예방에 사용할 수 있다. 펜타미딘 정맥용액은 다른 치료법을 사용할 수 없는 2세 이상의 HIV 아동에게만 사용해야 한다.

#### 노인
이 특정 인구에서 펜타미딘 사용에 대한 데이터는 없다.

## 금기
- 펜타미딘 이세티오네이트에 대한 아나필락시스 또는 과민증 병력이 있는 환자[8]

## 부작용

### 흔한 부작용
- 목에 타는 듯한 통증, 건조함, 덩어리 느낌
- 가슴 통증
- 기침
- 호흡 곤란
- 삼킴 곤란
- 피부 발진
- 쌕쌕거림[17]

### 드문 부작용
- 메스꺼움 및 구토
- 상복부 통증, 등쪽으로 방사될 수 있음
- 흉부 측면 심한 통증
- 숨가쁨[17]

### 기타
- 혈액: 펜타미딘은 흔하게 백혈구 감소증을 일으키고 덜 흔하게는 혈소판 감소증을 유발하여 증상성 출혈을 일으킬 수 있다. 엽산 결핍과 관련이 있을 수 있는 빈혈의 몇 가지 사례가 보고되었다.[17]
- 심혈관: 저혈압, 심할 수 있다. 심각하거나 치명적인 부정맥과 심부전이 상당히 흔하다.[8]
- 신장: 25%가 경미하고 무증상인 고질소혈증 (혈청 크레아티닌 및 요소 증가)에서 비가역적인 신부전에 이르는 신독성 징후를 보인다. 충분한 수분 또는 정맥 수액 투여는 일부 신독성을 예방할 수 있다.[8]
- 간: 간 효소 증가는 펜타미딘의 정맥 사용과 관련이 있다. 펜타미딘 흡입의 장기 예방 사용 시 간 비대 및 간염이 발생하였다.[8]
- 신경계: 어지러움, 졸음, 신경통, 혼란, 환각, 발작 및 기타 중추 신경계 부작용이 보고되었다.[8]
- 췌장: 증상 치료가 필요한 저혈당증이 자주 관찰된다. 반면에 펜타미딘은 당뇨병을 유발하거나 악화시킬 수 있다.[8]
- 호흡기: 기침 및 기관지 경련, 흡입 시 가장 흔하게 관찰된다.[8]
- 피부: 정맥 주사액의 혈관 외 유출 후 또는 근육 주사 치료 후 심각한 국소 반응이 관찰되었다. 펜타미딘 자체는 발진을 유발하거나 드물게 스티븐스-존슨 증후군 또는 라이엘 증후군을 유발할 수 있다.[8]
- 눈 불편감, 결막염, 인후 자극, 비장 비대, 헤르크스하이머 반응, 전해질 불균형 (예: 저칼슘혈증 등).[8]

## 약물 상호작용
아미노글리코사이드, 암포테리신 B, 카프레오마이신, 콜리스틴, 폴리믹신 B, 반코마이신, 포스카르네트, 또는 시스플라틴과 같은 다른 신장 독성 약물의 추가 또는 순차적 사용은 면밀히 모니터링하거나 가능하면 완전히 피해야 한다.

## 작용 기전
기전은 유기체마다 다른 것으로 보이며 잘 이해되지 않았다. 그러나 펜타미딘은 DNA, RNA, 인지질 및 단백질 합성에서 중요한 기능의 다양한 간섭 방법을 통해 작용하는 것으로 의심된다. 펜타미딘은 트리파노소마 기생충 DNA의 아데닌-티민 풍부 영역에 결합하여 4~5개의 염기쌍 간에 교차 결합을 형성한다. 이 약물은 또한 주폐포자충의 미토콘드리아에 있는 토포이소머라제 효소를 억제한다. 마찬가지로 펜타미딘은 트리파노소마 기생충 미토콘드리아의 제2형 DNA 회전효소를 억제하여 미토콘드리아 게놈이 파손되고 읽을 수 없게 만든다.

### 내성
펜타미딘에 내성이 있는 트리파노소마 브루세이 기생충 균주가 발견되었다. 펜타미딘은 운반 단백질을 통해 미토콘드리아로 이동하며, 이러한 운반체가 없으면 약물이 작용 부위에 도달하지 못한다.

## 약물동태학

### 흡수
펜타미딘은 정맥 또는 근육으로 투여할 때 완전히 흡수된다. 분무기를 통해 흡입하면 펜타미딘은 주사에 비해 더 높은 농도로 폐의 기관지폐포액에 축적된다. 흡입 형태는 혈액에 최소한으로 흡수되지만, 만성 흡입 투여가 이러한 수준에 미치는 영향은 알려지지 않았다. 경구 투여 시 흡수는 신뢰할 수 없다.

### 분포
주사 시 펜타미딘은 혈장 내 조직 및 단백질에 결합한다. 콩팥, 간, 폐, 췌장, 비장 및 부신에 축적된다. 또한 펜타미딘은 뇌척수액에 치료 수준으로 도달하지 않는다. 정맥 투여 시 286~1356 리터, 근육 투여 시 1658~3790 리터의 분포 용적을 갖는다. 흡입된 펜타미딘은 주로 폐의 기관지폐포세척액에서 회수된다.

### 대사
펜타미딘은 주로 사이토크롬 P450 효소에 의해 간에서 대사된다. 펜타미딘의 최대 12%는 소변으로 미변화 상태로 배설된다.

### 배설
펜타미딘의 평균 반감기는 정맥 투여 시 5~8시간, 근육 투여 시 7~11시간이다. 그러나 심각한 신장 문제 시 이 기간이 증가할 수 있다. 펜타미딘은 첫 주사 후 최대 8개월까지 체내에 남아있을 수 있다.

## 화학
주사용 펜타미딘 이세티오네이트는 멸균수 또는 5% 포도당 용액으로 재구성하기 위한 동결 건조된 흰색 결정 분말로 상업적으로 이용 가능하다. 재구성 후 혼합물은 변색 및 침전물이 없어야 한다. 침전물 형성으로 인해 염화나트륨으로 재구성하는 것은 피해야 한다. 펜타미딘 정맥 용액은 지도부딘과 같은 정맥 HIV 약물 및 딜티아젬과 같은 정맥 심장 약물과 혼합할 수 있다. 그러나 항바이러스제 포스카르네트 및 항진균제 플루코나졸 정맥 용액은 펜타미딘과 상호작용하지 않는다. 정맥 투여와 관련된 부작용을 피하기 위해, 히스타민의 방출을 최소화하기 위해 용액을 천천히 주입해야 한다.

## 역사
펜타미딘은 1937년 아프리카 수면병 치료에 처음 사용되었고 1940년 리슈만편모충증 치료에 사용되었으며, 1950년 펜타미딘 메실레이트로 등록되었다.
1980년대 초 CDC에서 당시 미허가 형태인 펜타미딘 이세티오네이트의 젊은 남성 환자의 주폐포자충 치료용 사용 요청이 갑자기 증가한 것은 당시 HIV/AIDS 전염병의 출현을 식별하는 데 중요한 역할을 했다.
주폐포자충에 대한 그 효능은 현재 이세티오네이트 형태로 1984년 약물 시장에 재출현한 후 1987년에 입증되었다.

## 상품명 및 제형
경구 흡입 및 분무기 사용:
- NebuPent Nebulizer (APP Pharmaceuticals LLC - 미국)

정맥 및 근육 사용:
- 미국 및 캐나다:
  - Pentacarinat 300 주사 분말 300 mg 바이알 (Avantis Pharma Inc - 캐나다)
  - Pentam 300 (APP Pharmaceuticals LLC - 미국)
  - Pentamidine isethionate 300 mg 주사제 (David Bull Laboratories LTD - 캐나다, Hospira Healthcare Corporation - 캐나다)
- 국제 브랜드:[23]
  - Pentamidine isethionate (Abbott)
  - Pentacarinat (Sanofi-Aventis)
  - Pentacrinat (Abbott)
  - Pentam (Abbott)
  - Pneumopent

## 같이 보기
- 네트로프신
- 렉시트로프신